# Newaygo
Newaygo é uma cidade localizada no estado americano de Michigan, no Condado de Newaygo.

## Demografia
Segundo o censo americano de 2000, a sua população era de 1670 habitantes.
Em 2006, foi estimada uma população de 1668, um decréscimo de 2 (-0.1%).

## Geografia
De acordo com o United States Census Bureau tem uma área de
9,0 km², dos quais 8,6 km² cobertos por terra e 0,4 km² cobertos por água. Newaygo localiza-se a aproximadamente 215 m acima do nível do mar.

## Localidades na vizinhança
O diagrama seguinte representa as localidades num raio de 24 km ao redor de Newaygo.